# Pubblica Assistenza Humanitas Scandicci
La Compagnia Di Pubblica Assistenza HumanitasSocietà Di Mutuo Soccorso Odv è una associazione senza fini di lucro che opera a Scandicci ed ha sede in via Bessi, 2. È iscritta all'Associazione Nazionale Pubbliche Assistenze ed è riconosciuta dal Dipartimento della Protezione Civile.

## Storia
La Compagnia di Pubblica Assistenza Humanitas fu creata nel 1897 da alcuni abitanti del Comune di Casellina e Torri (prenderà il nome di Scandicci solo dal 1929), con lo scopo di offrire assistenza alle persone in condizioni di salute precarie. All'epoca il territorio era formato da piccoli borghi di campagna isolati tra di loro e il collegamento con Firenze era difficoltoso. Così un gruppo di cittadini volenterosi fondò la Compagnia di Pubblica Assistenza Humanitas il cui primo Presidente fu l'avvocato Dionisio Martinati.
Fin dai primi tempi di attività la Pubblica Assistenza si è munita di una tenda da campo da usare, ovunque ci fosse bisogno, come ospedale di fortuna. In seguito nacque il Gruppo Protezione civile (1909) dopo l'intervento durante la tragedia del terremoto di Messina del 1908.
Tra il 1930 e il 1944, con il R.D.L. n. 84 e il successivo n. 2034 contenenti i provvedimenti necessari per assicurare il funzionamento della Croce Rossa Italiana, il fascismo obbligò tutte le associazioni di volontariato, ad essere incorporate nella CRI. In questa situazione l'Humanitas Scandicci riuscì a rimanere autonoma, conservando i propri beni. Tuttavia dovette sottostare ad alcune imposizioni del regime, come la fine della democrazia interna e il cambio del nome. Dopo la Seconda Guerra Mondiale, le modifiche imposte dal fascismo vennero a  cadere e l'Associazione ritornò nella sua forma originale, con un incremento dei soci che passò dai 1200 del periodo della guerra a oltre 3000.
Negli Anni Quaranta ci fu una svolta ulteriore, con la costituzione del Corpo femminile di Soccorso. Per la prima volta le donne ebbero un posto operativo nel soccorso, e furono impiegate in vari ambiti dell'Associazione, principalmente sulle ambulanze.
Il 1952 fu l'anno in cui fu assunto il primo dipendente (come autista e responsabile della sede) in modo da dare una continuità al servizio di soccorso. Inoltre in quello stesso anno iniziarono a funzionare gli ambulatori interni (a uso del medico condotto, all'epoca pagato dal Comune). In poco tempo gli ambulatori funzionanti furono ben tre, ed iniziarono anche le visite specialistiche con undici specialità mediche che includevano: ginecologia, dermatologia, ortopedia e fisioterapia.
L'ambulatorio dell'Humanitas si è evoluto in una rete di centri medici no profit Rete PAS , nati dall'unione delle pubbliche assistenze Humanitas Scandicci, Humanitas Firenze, Croce Azzurra Pontassieve, a cui poi si sono aggiunte anche: Humanitas Firenze Nord, Fratellanza Popolare San Donnino, Associazione Volontariato Grevigiano, Croce D'Oro Montespertoli. L'ambulatorio nella vecchia sede è diventato un Poliambulatorio Specialistico al servizio della popolazione.
Tra il 1960 e il 1970 il numero dei soci ebbe un'impennata ulteriore, superando le 30.000 adesioni. Questo avvenne grazie all'aumento demografico che interessò il Comune di Scandicci.
Un altro anno importante fu il 1968, quando iniziò a funzionare la continuità assistenziale. Infatti l'Humanitas Scandicci è stata la prima fra le associazioni di volontariato che ha attrezzato le proprie ambulanze e mezzi di soccorso con il radiotelefono collegato al Pronto Soccorso dell'Ospedale S. Giovanni di Dio a Firenze e dunque creando un contatto diretto, giorno e notte, tra le ambulanze e l'ospedale più vicino.
Nel 1972 nacque la Pubblica Assistenza Humanitas Firenze come sezione distaccata della Compagnia Di Pubblica Assistenza Humanitas Società Di Mutuo Soccorso Odv. Dalla sezione distaccata fiorentina nacque, inoltre, la Pubblica Assistenza Humanitas Firenze Nord (1981).

## Scopi
Gli obiettivi e le attività principali sono sintetizzati nello Statuto (art. 7 e art. 8):
- organizzare il soccorso mediante autoambulanze ad ammalati e feriti;
- organizzare servizi di guardia medica ed ambulatoriali direttamente o in collaborazione con le strutture pubbliche e private;
- promuovere e organizzare la raccolta del sangue e la donazione degli organi;
- promuovere iniziative di formazione ed informazione sanitaria e di prevenzione della salute nei suoi vari aspetti sanitari e sociali;
- promuovere e organizzare iniziative di protezione civile e di tutela dell'ambiente;
- promuovere iniziative di carattere culturale, sportivo e ricreativo atte a favorire una migliore qualità della vita;
- promuovere aiuti alle famiglie colpite da lutto mediante l'istituzione di un servizio di onoranze e trasporti funebri, con lo scopo di consentire anche ai soggetti più bisognosi un commiato dignitoso;
- organizzare la formazione del volontariato in collaborazione con i progetti della Associazione Nazionale Pubbliche Assistenze.

Sulla base delle proprie disponibilità organizzative, l'Associazione si impegna anche a:
- promuovere e organizzare la solidarietà sui problemi della solitudine e del dolore istituendo anche specifici servizi;
- organizzare servizi sociali e assistenziali anche domiciliari, per il sostegno a cittadini anziani, handicappati e, comunque, in condizioni di difficoltà anche temporanee;
- organizzare servizi di mutualità e qualsiasi altra attività direttamente connessa alle finalità statutarie.